# Emiliano Rigoni
Emiliano Ariel Rigoni (pronúncia espanhola: [emiˈljano riˈɣoni]; Colonia Caroya, 4 de fevereiro de 1993) é um futebolista argentino que atua como ponta-direita. Atualmente joga no León.

## Carreira

### Belgrano
Formado nas categorias de base do Belgrano, ele estreou na equipe no dia 4 de agosto de 2013, contra o Lanús, em uma derrota por 3 a 0 fora de casa.

### Independiente
Em janeiro de 2016 foi contratado pelo Independiente. Pelo Diablo Rojo, conquistou a Copa Sul-Americana de 2017.

### Zenit

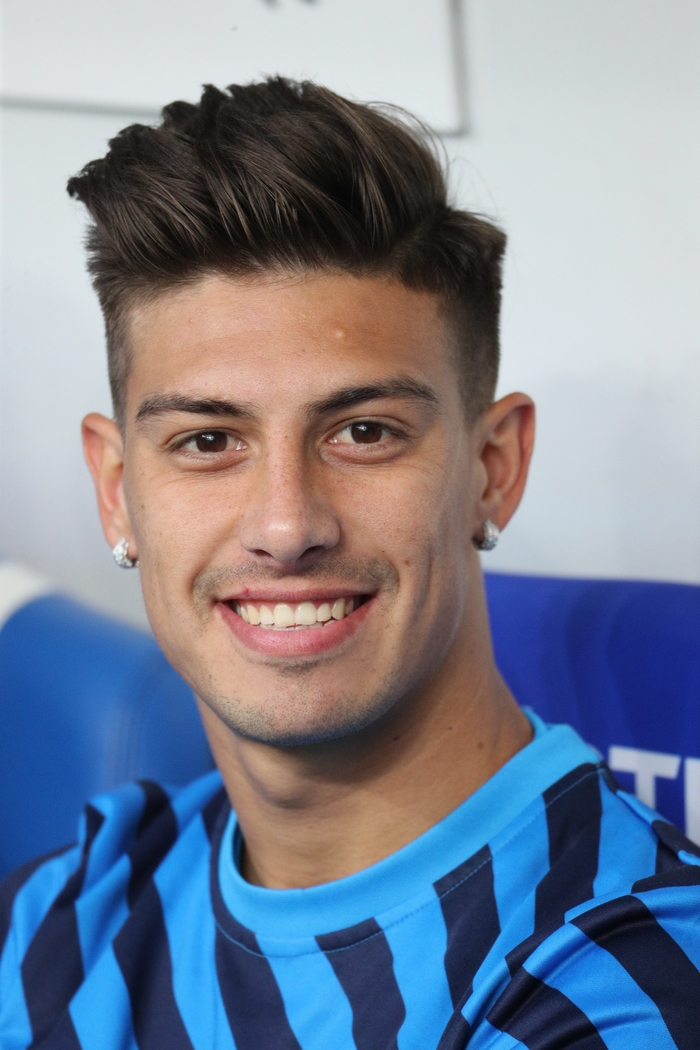
Rigoni pelo Zenit em 2019

Rigoni mudou-se para a Rússia em 2017, assinando um contrato de quatro anos com o Zenit. O atacante foi apresentado no dia 23 de agosto. Marcou o primeiro hat-trick de sua carreira no dia 19 de outubro, na vitória por 3 a 1 sobre o Rosenborg, da Noruega, pela fase de grupos da Liga Europa.

### Atalanta
Em 17 de agosto de 2018, o Zenit anunciou que Rigoni seria emprestado a Atalanta para a temporada 2018–19, com o clube italiano tendo a opção de compra no final do empréstimo.
Após disputar 12 jogos e marcar três gols, Rigoni retornou ao Zenit no dia 14 de janeiro de 2019.

### Sampdoria
Em 2 de setembro de 2019, o Zenit anunciou que Rigoni passaria o restante da temporada emprestado a Sampdoria, com a equipe italiana tendo uma opção de compra de seus direitos no final do empréstimo. Em 1 de fevereiro de 2020, a Sampdoria rescindiu o empréstimo antecipadamente.

### Retorno ao Zenit

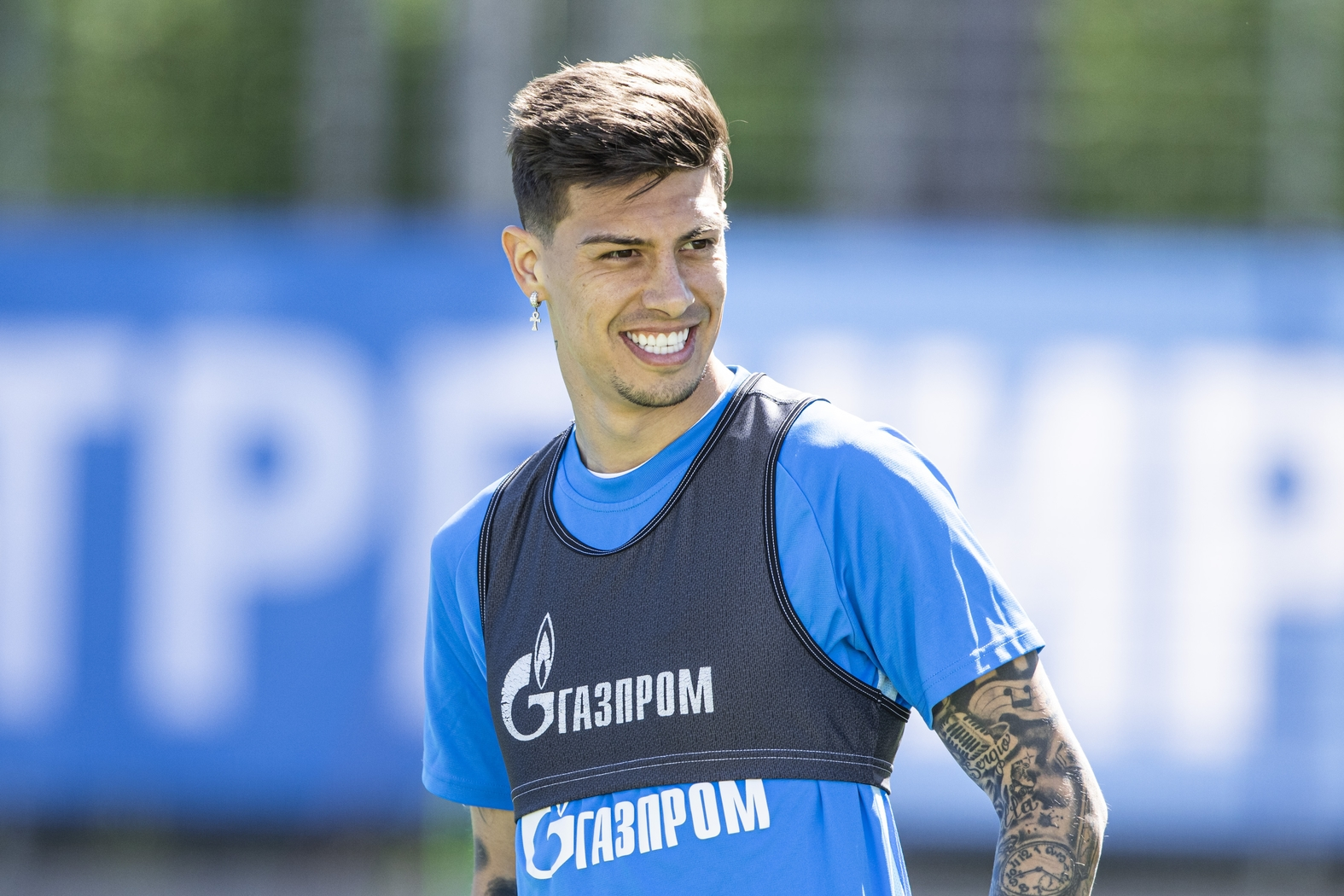
Rigoni pelo Zenit em 2020

Em 1 de julho de 2020, Rigoni marcou um gol da vitória do Zenit por 2 a 1 fora de casa contra o Tambov.

### Elche
No dia 5 de outubro de 2020, dia limite, ele foi contratado pelo Elche, mais uma vez sendo emprestado por um ano.

### São Paulo

#### 2021
Em 23 de maio de 2021, acertou com o São Paulo por três temporadas, pegando a camisa de número 77.
Em 8 de junho, na goleada por 9 a 1 sobre o 4 de julho, válida pelo jogo de volta da 3a fase da Copa do Brasil, Rigoni concedeu uma assistência para Gabriel Sara marcar o terceiro gol do jogo, além de fazer seu primeiro gol pelo Tricolor, o quinto do São Paulo na partida. Já no dia 23 de junho, no empate de 2 a 2 com o Cuiabá na 6a rodada do Campeonato Brasileiro, teve uma atuação de destaque ao conceder assistências para os dois gols do São Paulo, marcados por Martín Benítez e Gabriel Sara.
Em 4 de julho marcou de cabeça o gol do São Paulo na derrota por 2 a 1 contra o Red Bull Bragantino pelo Brasileirão. Três dias depois, em 7 de julho, com apenas um minuto de jogo driblou o goleiro Daniel e fez o primeiro gol do São Paulo na vitória por 2 a 0 sobre o Internacional. Esta foi a primeira vitória do São Paulo no Campeonato Brasileiro, acontecendo apenas na 10ª rodada.
Foi decisivo mais uma vez no dia 20 de julho, tendo feito dois gols na vitória de 3 a 1 do São Paulo sobre o Racing, no jogo de volta das oitavas de final da Copa Libertadores, ajudando o Tricolor a se classificar para as quartas de final da competição.
Em 28 de julho Rigoni mostrou mais uma vez porque estava numa fase iluminada e contra o Vasco pela Copa do Brasil no jogo de ida das quartas de final, recebeu de Benítez na ponta da área, driblou dois marcadores e finalizou cruzado de perna direita no canto do goleiro Vanderlei, marcando o primeiro gol da vitória por 2x0 do Tricolor. Já no dia 4 de agosto pelo jogo de volta, Rigoni recebeu o cruzamento de Orejuela no meio da área e subiu para marcar um dos gols da vitória por 2 a 1 sobre o clube cruzmaltino, se classificando para as quartas de final.
Em 14 de agosto, Rigoni foi decisivo ao conceder a assistência que resultaria no gol de Igor Gomes, nos minutos finais, para garantir a vitória de 2 a 1 contra o Grêmio pelo Brasileirão. Já no dia 25 de agosto, marcou os dois gols do São Paulo no empate de 2 a 2 com o Fortaleza, pelo jogo de ida das quartas de final da Copa do Brasil. Em seu primeiro gol, recebeu uma boa bola de Reinaldo, limpou o marcador de calcanhar e finalizou de canhota no canto do goleiro, já no segundo recebeu de Liziero antes do meio campo e em uma frenética arrancada chegou dentro da grande área, finalizando de pé esquerdo no canto direito do goleiro.
No dia 19 de setembro, Rigoni marcou de cabeça o primeiro gol do São Paulo na vitória por 2 a 1 sobre o Atlético Goianiense pelo Brasileirão.[carece de fontes?] Já em 3 de outubro, foi decisivo marcando o único gol do São Paulo no empate de 1x1 contra a Chapecoense, acertando um belo chute de fora da área no ângulo do goleiro Keiller.
Após alguns jogos sem gols nem assistências, no dia 6 de dezembro, na partida contra o Juventude, Rigoni acertou um belo cruzamento de pé direito para o gol de Luciano. A partida terminou com a vitória do Tricolor por 3 a 1.

#### 2022
Em 23 de janeiro, o São Paulo anunciou que Rigoni usaria a camisa 7 para as próximas temporadas.
Rigoni sofreu no começo de 2022 uma enorme seca de gols, que foi continuação da seca que se mantinha desde o ano passado, jogando sob o comando do técnico Rogério Ceni. Após uma partida sumida do camisa 7 contra o Ituano, muitos torcedores questionavam o treinador por não colocar o argentino em sua posição que havia ido muito bem na temporada anterior. O jogador com o técnico Hernán Crespo, quando teve sua boa fase, jogava como um segundo atacante ou como o mais avançado do ataque, porém com liberdade para ir para as pontas e voltar um pouco mais para criação de jogadas, mas com o novo treinador havia sendo colocado como um ponta fixo, sem muita liberdade como antes.
Em 13 de março, pôs finalmente um fim ao seu jejum de gols. Rigoni após receber de Reinaldo marcou o segundo gol do São Paulo na vitória por 3 a 0 sobre o Mirassol, no Maião, pelo Paulista, pondo um fim a uma seca de quase 20 jogos sem balançar as redes.
Em 19 de março, Rigoni marcou o primeiro gol do São Paulo na vitória por 2 a 1 sobre o Botafogo de Ribeirão Preto. No lance, que foi um gol incomum, o argentino recebe uma bola de Nathan pela direita e muito antes do ataque tenta um cruzamento de perna esquerda, porém a bola passa por toda a área e entra no fundo das redes de Deivity. Apesar do gol, Rigoni fez uma partida muito abaixo, chegando a perder um inacreditável gol sem goleiro ainda no primeiro tempo e sendo substituído no segundo tempo.
Após continuar fazendo péssimas partidas, Rigoni perdeu espaço com Rogério Ceni e começou a negociar sua saída do clube. Se despediu do São Paulo no final de julho de 2022, atuando em 70 partidas pelo clube, marcando 13 gols e concedendo 9 assistências.

### Austin FC
Em 29 de julho de 2022, o São Paulo confirmou a venda de Rigoni ao Austin FC.

### León
Em 3 de janeiro de 2025, Rigoni se juntou ao León em uma transferência grátis.

## Seleção Nacional
Após o destaque no Independiente, foi convocado pelo treinador Jorge Sampaoli em 2017. Estreou pela Seleção Argentina no dia 5 de outubro, num empate de 0 a 0 contra o Peru, válido pelas Eliminatórias da Copa do Mundo FIFA de 2018.

## Estilo de jogo
Rigoni é conhecido principalmente por sua incrível e extrema habilidade de ambidestria, isso é, chutar com ambas as pernas. Muitos consideram o argentino um dos melhores do mundo se o assunto é a ambidestria.
É um jogador que aposta muito na sua velocidade, tanto quando nas joga nas pontas tanto quando joga mais pelo meio, mas o seu diferencial é sua capacidade enorme de acertar chutes de média a longa distância, usando ambas pernas para realizar seus arremates. Em sua carreira, Rigoni tem como a maioria de seus gols ou de falta ou de fora da área. É muito certeiro em cruzamentos, também usando as duas pernas, principalmente nos um pouco antes da linha de fundo.
Além disso o atacante tem também um ótimo cabeceio, sendo certeiro em grande parte das tentativas de marcar de cabeça.

### Como segundo atacante
Rigoni pode fazer diversas funções em campo, incluindo a posição de segundo atacante. O argentino exerceu essa função principalmente quando, no São Paulo, foi comandado por Hernán Crespo. Visto que o técnico jogava numa formação 3-5-2, Rigoni era um dos dois atacantes, sendo o mais recuado, seguido por um centroavante (Na maioria das vezes Jonathan Calleri e Pablo, ocasionalmente Luciano e Eder).
Nessa função o jogador tinha liberdade para criar o jogo por todos os setores do ataque, sendo no meio para tentar um passe em profundidade ou, na maioria das vezes, um arremate a longa distância, ou sendo nas pontas com o objetivo de ir quase até a linha final e tentar um cruzamento ou de cortar para fora e tentar um chute ou passe arriscado. Além disso também faz diversas infiltrações dentro da defesa adversária quando joga nessa posição.
A posição de segundo atacante é considerada a que Rigoni melhor jogou em toda a sua carreira, visto que foi jogando nessa função que realizou em 2021 a melhor temporada de sua vida até então.

### Como ponta de lança/falso 9

#### Falso 9
Ainda com Crespo, Rigoni era muitas vezes usado como o atacante mais avançado do esquema 3-5-2. Porém nessa função não exercia a função do centroavante fixo, que fica dentro da grande área esperando a bola ser lançada, e sim como um falso 9, o jogador mais avançado que volta um pouco da área para criar jogadas e achar companheiros livres que estão mais perto do gol.
O brasileiro Luciano foi o grande parceiro de Rigoni quando jogara nessa função no São Paulo, pois agora ele fazia o papel de segundo atacante, enquanto Rigoni o do mais avançado, porém no final de contas apesar da dupla ser muito artilheira e marcar diversos gols (os dois juntos tem mais de 40 gols pelo São Paulo) o time não tinha um atacante fixo. Mesmo assim a presença de Rigoni e Luciano no ataque trouxe muitos gols ao Tricolor.

#### Ponta de lança
Rigoni também quando jogou como o mais avançado no São Paulo exerceu a função de ponta de lança, o atacante que, ao contrário do centroavante clássico, tem muita velocidade, grande poder de infiltração e perigo ofensivo no quesito velocidade e agilidade, mesmo sendo na teoria o último homem do time. O jogador argentino quando fez essa função, mesmo ficando um pouco mais pelo meio comparado a quando exercia a função de segundo atacante, continuou com seu rápido estilo de jogo de dribles, chutes e perigo para a defesa adversária.
O parceiro de Rigoni quando fez essa função foi na época o jovem Marquinhos, que havia recém subido das categorias de base do clube e acompanhou o argentino devido a contusão de Luciano e as más fases dos atacantes reservas. Apesar das dúvidas a dupla foi muito bem, principalmente no jogo de volta das oitavas de final da Libertadores da América em 2021, quando os dois acabaram com a defesa do Racing e, com dois de Rigoni e um de Marquinhos em jogadas de alta velocidade, foram os protagonistas do São Paulo na vitória por 3 a 1 no El Cilindro.

### Como ala
Mais uma vez sob o comando de Crespo no São Paulo, Rigoni também exerceu a função de ala. Essa função inclusive foi a primeira que Rigoni atuou em sua passagem pelo clube paulista, ainda em seus primeiros jogos antes de virar titular absoluto. Rigoni fez essa função quando, no esquema 3-5-2 em vez de ser um dos 2 do ataque foi um dos cinco do meio campo (que nesse esquema tático são três meias pelo centro e dois alas) jogando como o ala direito da equipe, tendo que além de ajudar o ataque também apoiar na defesa, mas poucas vezes.
Se destacou nessa função quando exerceu-a na vitória do Tricolor por 9x1 sobre o 4 de Julho, quando além de dar uma assistência para Gabriel Sara, fez seu primeiro gol pelo clube.
Apesar de fazer boas partidas na posição, Rigoni não foi mantido nela, visto que sua posição principal era no ataque.

### Como ponta
Rigoni fez, exceto no São Paulo, a função de ponta a sua vida inteira, tanto no Belgrano, quanto no Independiente, na Atalanta, na Sampdoria, no Zenit e ocasionalmente no Elche. Quando atua nessa função, Rigoni faz o básico que a maioria dos conhecidos "Pontas Modernos" fazem: Após pegar a bola nas pontas, cortar para o meio e tentar o chute. Quando no São Paulo, Hernán Crespo foi demitido e Rogério Ceni assumiu o comando, Rigoni voltou a jogar como ponta.
Muitos dizem que, apesar de ter jogado de ponta a vida inteira, Rigoni não rende quando atua na posição. Isso porque falam que assim o jogador perde o poder de criatividade e liberdade para atacar, tendo que ficar preso nas pontas sem poder fazer jogadas mais arriscadas, e por isso que um dos únicos e o principal sucesso do jogador na carreira foi em sua passagem no São Paulo, pois nele Rigoni deixou a posição que não havia rendido nos clubes anteriores para outras que fizeram o jogador se sentir mais a vontade e jogar melhor.

### Como meia
Apesar de ter atuado nessa função apenas em um clube, Rigoni também já atuou como meia-atacante unicamente na sua melancólica passagem pelo Elche. Nela o argentino fazia o que um clássico jogador da função faz: armar jogadas e criar o jogo. Porém nessa função Rigoni não rendeu, o que fez ficar com números muito ruins no clube espanhol e assim, ter sua saída para o São Paulo.

## Estatísticas
Atualizadas até 8 de julho de 2022

### Clubes
| Clube             | Temporada         | Campeonato nacional | Campeonato nacional | Campeonato nacional | Copa nacional[a] | Copa nacional[a] | Copa nacional[a] | Competições continentais[b] | Competições continentais[b] | Competições continentais[b] | Outros torneios[c] | Outros torneios[c] | Outros torneios[c] | Total | Total | Total   |
| Clube             | Temporada         | Jogos               | Gols                | Assist.             | Jogos            | Gols             | Assist.          | Jogos                       | Gols                        | Assist.                     | Jogos              | Gols               | Assist.            | Jogos | Gols  | Assist. |
| ----------------- | ----------------- | ------------------- | ------------------- | ------------------- | ---------------- | ---------------- | ---------------- | --------------------------- | --------------------------- | --------------------------- | ------------------ | ------------------ | ------------------ | ----- | ----- | ------- |
| Belgrano          | 2012–13           | 0                   | 0                   | 0                   | —                | —                | —                | —                           | —                           | —                           | —                  | —                  | —                  | 0     | 0     | 0       |
| Belgrano          | 2013–14           | 26                  | 1                   | 0                   | 1                | 0                | 0                | 0                           | 0                           | 0                           | —                  | —                  | —                  | 27    | 1     | 0       |
| Belgrano          | 2014              | 16                  | 3                   | 3                   | 0                | 0                | 0                | 0                           | 0                           | 0                           | —                  | —                  | —                  | 16    | 3     | 3       |
| Belgrano          | 2015              | 31                  | 4                   | 3                   | 1                | 0                | 0                | 1                           | 0                           | 0                           | —                  | —                  | —                  | 33    | 4     | 3       |
| Belgrano          | Total             | 73                  | 8                   | 6                   | 2                | 0                | 0                | 1                           | 0                           | 0                           | —                  | —                  | —                  | 76    | 8     | 6       |
| Independiente     | 2016              | 16                  | 4                   | 6                   | 2                | 0                | 0                | 4                           | 1                           | 0                           | —                  | —                  | —                  | 22    | 5     | 6       |
| Independiente     | 2016–17           | 30                  | 11                  | 2                   | 0                | 0                | 0                | 4                           | 1                           | 1                           | —                  | —                  | —                  | 34    | 12    | 3       |
| Independiente     | Total             | 46                  | 15                  | 8                   | 2                | 0                | 0                | 8                           | 2                           | 1                           | —                  | —                  | —                  | 56    | 17    | 9       |
| Zenit             | 2017–18           | 17                  | 0                   | 2                   | 1                | 0                | 1                | 10                          | 6                           | 2                           | —                  | —                  | —                  | 28    | 6     | 5       |
| Zenit             | 2018–19           | 11                  | 3                   | 3                   | 0                | 0                | 0                | 1                           | 0                           | 0                           | —                  | —                  | —                  | 12    | 3     | 3       |
| Zenit             | 2019–20           | 7                   | 2                   | 1                   | 1                | 0                | 0                | 0                           | 0                           | 0                           | 1                  | 1                  | 0                  | 9     | 3     | 1       |
| Zenit             | 2020–21           | 7                   | 0                   | 0                   | 0                | 0                | 0                | 0                           | 0                           | 0                           | 1                  | 0                  | 0                  | 8     | 0     | 0       |
| Zenit             | Total             | 42                  | 5                   | 6                   | 2                | 0                | 1                | 11                          | 6                           | 2                           | 2                  | 1                  | 0                  | 57    | 12    | 9       |
| Atalanta          | 2018–19           | 12                  | 3                   | 0                   | —                | —                | —                | —                           | —                           | —                           | —                  | —                  | —                  | 12    | 3     | 0       |
| Atalanta          | Total             | 12                  | 3                   | 0                   | 0                | 0                | 0                | 0                           | 0                           | 0                           | —                  | —                  | —                  | 12    | 3     | 0       |
| Sampdoria         | 2019–20           | 8                   | 0                   | 1                   | 1                | 0                | 0                | —                           | —                           | —                           | —                  | —                  | —                  | 9     | 0     | 1       |
| Sampdoria         | Total             | 8                   | 0                   | 1                   | 1                | 0                | 0                | 0                           | 0                           | 0                           | —                  | —                  | —                  | 9     | 0     | 1       |
| Elche             | 2020–21           | 23                  | 1                   | 1                   | 2                | 1                | 1                | —                           | —                           | —                           | —                  | —                  | —                  | 25    | 2     | 2       |
| Elche             | Total             | 23                  | 1                   | 1                   | 2                | 1                | 1                | 0                           | 0                           | 0                           | —                  | —                  | —                  | 25    | 2     | 2       |
| São Paulo         | 2021              | 30                  | 4                   | 5                   | 5                | 5                | 1                | 3                           | 2                           | 0                           | —                  | —                  | —                  | 38    | 11    | 6       |
| São Paulo         | 2022              | 11                  | 0                   | 0                   | 2                | 0                | 0                | 7                           | 0                           | 1                           | 12                 | 2                  | 2                  | 32    | 2     | 3       |
| São Paulo         | Total             | 41                  | 4                   | 5                   | 7                | 5                | 1                | 10                          | 2                           | 1                           | 12                 | 2                  | 2                  | 70    | 13    | 9       |
| Total na carreira | Total na carreira | 245                 | 36                  | 26                  | 14               | 6                | 3                | 30                          | 10                          | 4                           | 26                 | 3                  | 2                  | 305   | 55    | 36      |

- a. ^ Jogos da Copa da Rússia, Copa da Itália, Copa do Rei e Copa do Brasil
- b. ^ Jogos da Copa Sul-Americana, Liga Europa da UEFA e Copa Libertadores da América
- c. ^ Jogos da Supercopa da Rússia

### Seleção Argentina
Atualizadas até 14 de novembro de 2017.
Expanda a caixa de informações para conferir todos os jogos deste jogador, pela sua seleção nacional.
Seleção Principal
| Ano   |       |      |         |       |
| Ano   | Jogos | Gols | Assist. | Média |
| ----- | ----- | ---- | ------- | ----- |
| 2017  | 2     | 0    | 0       | 0     |
| Total | 2     | 0    | 0       | 0     |

|    | Data                   | Local                                 | Resultado | Adversário | Gols | Assist. | Competição                                  |
| -- | ---------------------- | ------------------------------------- | --------- | ---------- | ---- | ------- | ------------------------------------------- |
| 1. | 5 de outubro de 2017   | La Bombonera, Buenos Aires, Argentina | 0–0       | Peru       | 0    | 0       | Eliminatórias da Copa do Mundo FIFA de 2018 |
| 2. | 14 de novembro de 2017 | Estádio Krasnodar, Krasnodar, Rússia  | 2–4       | Nigéria    | 0    | 0       | Amistoso                                    |

## Títulos
Independiente
- Copa Sul-Americana: 2017

Zenit
- Premier League Russa: 2018–19, 2019–20 e 2020–21
- Copa da Rússia: 2019–20
- Supercopa da Rússia: 2020